# Das Fähnlein der sieben Aufrechten
Das Fähnlein der sieben Aufrechten ist eine Novelle des Schweizer Dichters Gottfried Keller.

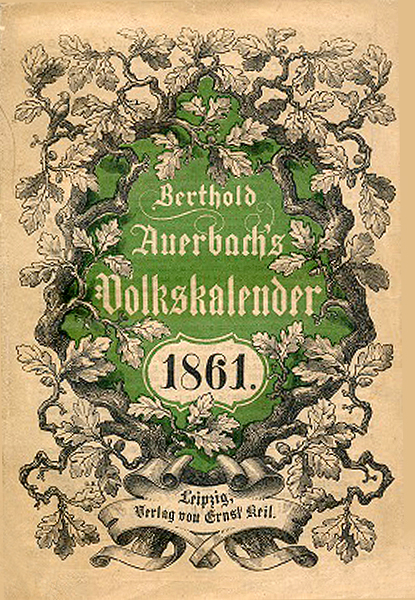
Titelblatt von Berthold Auerbachs Volkskalender 1861

Geschrieben 1860 für Berthold Auerbachs Deutschen Volkskalender erschien sie 1861 in Leipzig, wurde sofort von der Berner Tageszeitung Der Bund nachgedruckt und begründete Kellers Ruhm als Nationaldichter der Schweiz.
Die Erzählung im Ton von Volksstück und Kalendergeschichte spielt in Zürich, Schauplatz des Happy End ist jedoch Aarau, wo 1849, im Jahr nach der Gründung des modernen Schweizer Bundesstaates, das „Eidgenössische Freischießen“ stattfand, auf dem die Liberalen den Sieg ihrer Sache feierten. Die „Aufrechten“, ein Freundesbund von sieben Zürcher Handwerkern und Gastwirten, alles altgediente Freiheitskämpfer, beschließen mitzufeiern, und zwar erstmals unter eigenem Fähnlein. Die beiden Wortführer des Vereins, der reiche Zimmermeister Frymann und der arme Schneider Hediger, geraten dadurch in schwere Bedrängnis: keinem fallen die passenden Grußworte für die tausendköpfige Versammlung ein. In letzter Minute rettet sie Karl, jüngster Sohn des Schneiders, mit einer schwungvoll-heiteren Rede, die im Nu die Herzen der Menge gewinnt. Was ihn dabei inspiriert, ist seine Liebe zu Hermine, einziger Tochter des Zimmermanns. Die beiden möchten gerne heiraten, aber ihre Väter sind dagegen, der reiche aus Geschäftsinteresse, der arme aus Stolz. Als sich Karl, angefeuert von Hermine, im Laufe des Festes weitere Lorbeeren erwirbt, schmilzt der Widerstand der Alten und die Geschichte endet mit einer Verlobung.
Keller hat das Fähnlein 1877 in seine Züricher Novellen aufgenommen. Es zählt zu seinen bekanntesten Werken und gilt als Beispiel für die Stilrichtung des poetischen Realismus.

## Handlung
Fast wie ein Theaterstück lässt sich die Erzählung in Akte und Szenen gliedern. Sie enthält mehrere bemerkenswerte Reden (Monologe) und im Vergleich zu anderen Kellerschen Novellen viel Dialog.

### Erster Akt

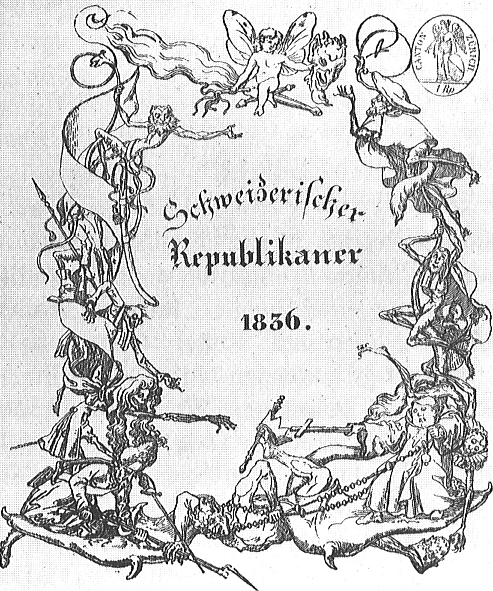
Schweizerischer Republikaner, Titelseite 1836 von Martin Disteli

In Hedigers Studierzimmer an einem Nachmittag im März: Als einzigen Luxus gönnt sich der Schneider dieses Extra-Stübchen für seine Sammlung politischer Bücher. Hier hängt unter Bildnissen Washingtons und Robespierres auch sein Gewehr. Mit diesem ist er schon öfters ausgerückt, als Revolutionär gegen Aristokraten, Jesuiten und Sonderbündler. Eben will sich der Meister in die neuste Nummer des Schweizerischen Republikaners vertiefen, als sein Jüngster eintritt und ihn um das Gewehr bittet. Karls militärische Ausbildung hat begonnen, und wenn er ohne Waffe zum Exerzierplatz kommt, wird er bestraft. „Ich gebe“, versetzte der Meister, „meine Waffe niemand, der nicht damit umgehen kann.“ Um Karl zu prüfen, nimmt er das Flintenschloss auseinander. Karl kann es nicht wieder zusammensetzen. Doch seine Mutter weiß Rat: sie richtet ihrem Mann die Einladung der Siebenmännergesellschaft aus, worauf der Alte eilends das Haus verlässt: „So! nun kommt er vor zehn Uhr nachts nicht mehr!“ Dann setzt sie mit geübten Griffen das Schloss wieder zusammen. „Wo zum Teufel habt Ihr das gelernt, Mutter?“ Frau Hediger erzählt, wie ihr Vater und ihre Brüder als leidenschaftliche Schützen Haus und Hof verpulverten. Schon als Kind wurde sie dazu abgerichtet, ihnen die luxuriösen Waffen instand zu halten.
Am Abend desselben Tages: Karl hat das Gewehr zurückgehängt und das Schloss wieder zerlegt. Nun rudert er bei Vollmond auf dem Zürichsee, neben ihm in einem anderen Boot Hermine. Weit draußen entspinnt sich ein Gespräch von Bord zu Bord: „Als ich zehn Jahre alt war und du sieben“, hält er ihr vor, „wie oft haben wir uns da geküßt, und nun ich zwanzig bin, bekomme ich nicht einmal deine Fingerspitzen zu küssen“. Doch Fräulein Frymann will von solchen Kindereien nichts mehr wissen, zumal der Vater ihr den weiteren Umgang mit Karl verbietet. Der Zimmermann ist Witwer und hat seiner Tochter zuliebe nicht mehr geheiratet. Hermine möchte sich seinen Wünschen daher nicht offen widersetzen. Höchstens jeden Monat, kündigt sie an, wird sie in Zukunft zum Rendezvous erscheinen. Karl fühlt sich herausgefordert und mänovriert sein Boot so geschickt, dass Hermine aus Angst, ins Wasser zu fallen, doch noch ein paar Küsse über sich ergehen lassen muss. Zornig rudert sie zurück ans Ufer: „Wart nur, du Schlingel, bis ich dich unter dem Pantoffel habe!“

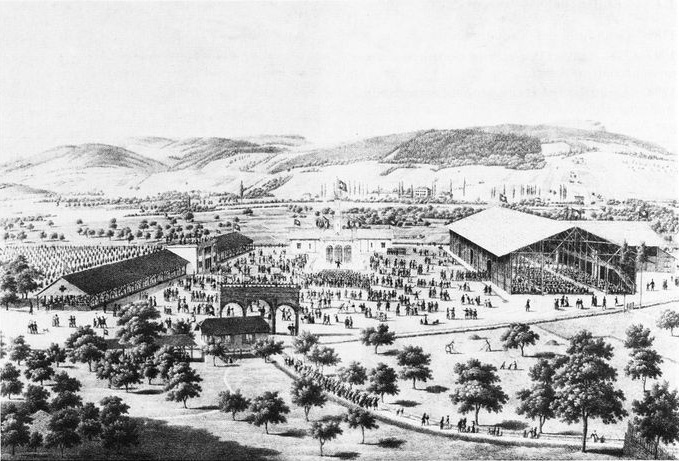
Gelände des Eidgenössischen Freischießen in Aarau (1849)

Währenddessen fassen die Aufrechten an ihrem Stammtisch den Beschluss, ihr politisches Lebenswerk durch den gemeinsamen Auftritt beim Aarauer Freischießen zu krönen. Über Fahnentuch und Aufschrift – Freundschaft in der Freiheit – sind sie sich schnell einig, über die angemessene Festgabe gibt es eine hitzige Debatte. Fünf der sieben wittern die Gelegenheit, Ladenhüter loszuwerden, der Silberschmied einen altmodischen Pokal, der Grobschmied einen Pflug, der Schreiner ein Himmelbett. Der eine Wirt möchte ein Fässchen Wein an den Mann bringen, der andere sogar eine Kuh. Hediger nimmt ihre Vorschläge unter die Lupe und spart nicht mit sarkastischen Bemerkungen: Der Kuh „ist nichts nachzusagen, als daß sie beim Melken regelmäßig den Kübel umschlägt!“ Beschämt geben die fünf ihm recht.
Frymann schlägt vor, den Silberschmied einen modernen Becher anfertigen zu lassen, von edler Form ohne überflüssigen Zierrat (wie die neue Bundesverfassung). Als das einstimmig angenommen wird, bringt er noch seine private Sorge zur Sprache: Er besitzt viel Bauland und wünscht sich einen Schwiegersohn mit Kapital und Geschäftsideen. Karl, der seiner Tochter den Kopf verdreht hat, verdient als Schreiber gerade sein erstes Brot und ist ihm unwillkommen. Abgesehen davon gelte es, die Freundschaft von Familienbanden frei zu halten. Der Schneider sieht das ebenso. Ihn plagt die Sorge, dass keiner seiner vier Söhne bei dem Handwerk geblieben ist, das er sie – nach ihren Wünschen – hat lernen lassen. Alle wollen höher hinaus. Was, wenn angeheirateter Reichtum sie zu Luxus und Verschwendung verführt? Allen hat er eine gute Schulbildung ermöglicht. So sind sie nacheinander abgeschwenkt und in den neuen Staatsbetrieben und Behörden untergekommen. Die nötigen Amtsbürgschaften haben die Aufrechten unterschrieben. Wie steht er vor den Freunden da, wenn sich ein Sohn etwas zuschulden kommen lässt? „Papperlapapp!“ tönt es in der Runde. Doch die beiden Väter bleiben fest und geloben sich feierlich: „Nichts von Schwäherschaft, fort mit dem Gegenschwäher!“ Dieser Eid erregt bei den Genossen Heiterkeit: „Wer würde nun glauben, daß ihr zwei, die in der Vaterlandssache erst so weise Worte geredet und uns die Köpfe gewaschen habt, nun im Umsehen so törichtes Zeug beginnen würdet!“ Die Sitzung schließt mit einer Wette: Wenn Karl und Hermine sich kriegen, gibt der Brautvater dem Verein das Fässchen Schweizerblut aus, dann hat auch der Wirt einen Vorteil. Die Alten aber schenken den Jungen das zweischläfige Himmelbett, das dem Schreiner stehen geblieben ist.

### Zweiter Akt
Tags darauf nach Tisch eröffnet Hediger den Seinen, was er mit Frymann beschlossen hat: „Freilich sind wir politische Freunde; aber um es zu bleiben, wollen wir nicht die Familien durcheinanderwerfen und Kommunismus treiben mit dem Reichtum des einen. Ich bin arm und Frymann ist reich und so soll es bleiben; umso mehr gereicht uns die innere Gleichheit zur Freude“. Frau Hediger findet diesen Grundsatz lächerlich: „schöne Freundschaft, wenn ein Freund dem Sohne des andern seine Tochter nicht geben mag! Und seit wann heißt es denn Kommunismus, wenn durch Heirat Wohlhabenheit in eine Familie gebracht wird?“ Beredt schildert sie die Chancen, die ihr Mann zu vertun im Begriff ist: vielleicht hat einer der Söhne selber einen begabten Sohn, „der sich in die Höhe schwingen würde, wenn das Vermögen da wäre, ihn studieren zu lassen“. „Luftschlösser!“ ärgert sich Hediger und kontert mit einer saftigen Satire auf den neureichen Vetter im Kreise seiner arm gebliebenen Verwandten. Gegen Reichtum hat er nichts, sofern er wie bei seinem Freund durch Fleiß erworben und in rechten Händen ist – „laß aber einmal Kerle mit vielen Millionen entstehen, die politische Herrschsucht besitzen, und du wirst sehen, was sie für Unfug treiben!“ Zum Schluss prophezeit er: 
„Es wird eine Zeit kommen, wo in unserm Lande, wie anderwärts, sich große Massen Geldes zusammenhängen, ohne auf tüchtige Weise erarbeitet und erspart worden zu sein; dann wird es gelten, dem Teufel die Zähne zu weisen; dann wird es sich zeigen, ob der Faden und die Farbe gut sind an unserem Fahnentuch!“. Auf Frau Hediger macht das keinen Eindruck. Für sie ist klar, dass der Grundsatz der Trennung von Freundschaft und Familie ein Vorwand ist, hinter dem Frymann seinen Eigennutz versteckt. Sieht ihr Mann denn nicht, dass er der Narr im Spiel ist? Karl, dem der Disput peinlich wurde, hat sich still entfernt. Abends auf dem See wartet er vergeblich auf Hermine.
Die nächsten Tage und Wochen bringen Veränderungen, die den Schneidermeister mit heimlichem Stolz, aber auch mit Besorgnis erfüllen. Karl, offenbar ein Naturtalent, ist zur Scharfschützenausbildung zugelassen worden und in die Kaserne umgezogen. Frau Hediger nimmt sich jetzt Hermines an, berät sie mütterlich auf Marktgängen. Einmal überrascht Hediger die beiden in der Wohnstube mit ihrem Strickzeug bei Kaffee und Selbstgebackenem. Er macht ein strenges Gesicht, allein Hermine war so holdselig und dabei resolut, daß er wie aufs Maul geschlagen da saß und damit endigte, daß er selbst ein ‚Glas Wein‘ aus dem Keller holte und sogar aus dem kleinen Fäßchen. Alarmiert rennt er zu Frymann:
„Wir müssen aufpassen! Deine Tochter sitzt in dickster Freundschaft bei meiner Alten, und es ist ein sehr verdächtiges Getue. Du weißt, die Weiber sind des Teufels.“
„Warum jagst du den Aff nicht fort?“ sagte Frymann ärgerlich.
„Ich fortjagen? das werd’ ich bleiben lassen, das ist ja eine Staatshexe! Komm du selbst und sieh nach!“
Die Verschworenen treffen nur noch Karl an, der den Rest des Gebäcks verzehrt. Hermine hat es liebevoll für ihn aufgehoben und ihm dazu eine Einladung zum Rendezvous ausrichten lassen.
Abends auf dem See: Karl stellt Hermine zur Rede: In der Kaserne brüstet sich ein gewisser Rekrut Ruckstuhl damit, in Kürze eine reiche Frau zu bekommen, nämlich die Zimmermannstochter. Ruckstuhl ist ein Angeber, durch Häuserspekulation und überhöhte Mieten reich geworden; man lacht über ihn, doch hinter seinem Rücken, denn sein vieles Geld verschafft ihm Einfluss. „Ich weiß,“ antwortete sie, „daß dieser Monsieur mich zur Frau begehrt und daß mein Vater sogar nicht abgeneigt ist; er hat schon davon gesprochen.“ – „Reitet ihn denn der Teufel, dich diesem Strolch und Tagdieb zu geben? Wo bleiben denn seine gravitätischen Grundsätze?“ Der Vater ist nun einmal auf einen Jungunternehmer als Schwiegersohn versessen und hat Ruckstuhl bereits für morgen, Sonntag, zum Mittagsmahl gebeten. Selbstverständlich wird Hermine ihn abblitzen lassen, aber noch besser wäre es, wenn er ihr gar nicht erst ins Haus käme. Sie hat auch schon einen Plan. Ob Karl ihn nicht zu einer Dummheit verführen könnte, „daß ihr miteinander Arrest erhieltet für vierundzwanzig oder achtundvierzig Stunden?“ – „Du bist sehr gütig, mich zwei Tage ins Loch zu schicken, um dir ein Nein zu ersparen! Tust du’s nicht billiger?“ Der moralischen Symmetrie wegen, meint sie, müsse es so sein, und als Karl Miene macht, näher zu rücken, gibt sie ihm klar zu verstehen, dass sie diesmal ungeküsst von Bord gehen wird.
Karl hat eine Idee, wie er Ruckstuhl außer Gefecht setzt, ohne selbst zu leiden. Auf dem Weg in die Kaserne begegnet ihm das Opfer zusammen mit seinem Trabanten, einem filzigen Bauernsohn, der dem spendablen Großsprecher den Diener macht. Beide sind bereits angesäuselt. Karl schlägt vor, nach dem Zapfenstreich im Schlafsaal verbotenerweise noch ein paar Flaschen zu leeren, quasi als Mutprobe. Ruckstuhl, geschmeichelt, lässt sich nicht lumpen und spendiert reichlich Wein. Das Gelage endet damit, dass er und sein Kumpan auf dem Flur Posten stehen, in „kleiner Uniform“, d. h. im Nachthemd mit Gewehr und Patronentasche. Karl schiebt den Riegel vor, seine Kameraden räumen blitzschnell den Schlafsaal auf, alles verschwindet in den Betten, als sei nichts gewesen. Die Wache kommt. Das sturzbetrunkene Duo krakeelt, veräppelt den Offizier und wird abgeführt. Scheinheilig beklagt sich der Schlafsaal über die Nachtruhestörung.
Der Zimmermann wartet umsonst auf den sonntäglichen Mittagsgast. „Gewiß hat er keinen Urlaub bekommen, man muß ihn nicht voreilig verurteilen!“ verteidigt Hermine ihn mit Unschuldsblick. Für den Nachmittag hat sie Frau Hediger zum Kaffee eingeladen. Frymann kommt dazu, wie sie die Kuchen aufessen, die für den Gast gekauft worden sind. Ob Frau Hediger durch Karl etwas über den Verbleib Ruckstuhls erfahren hat? Ja, der schläft seinen Rausch aus, im Arrest mit noch einem, „es soll eine große Komödie gewesen sein“. Zornig eilt Frymann zur Sonntagsversammlung der Aufrechten und knöpft sich Hediger vor:
„Nun hockt deine Frau bei meiner Tochter im Garten und freut sich mit ihr, daß mir ein Heiratsprojekt gescheitert ist!“
„Warum jagst du sie nicht fort? Warum hast du sie nicht angeschnurrt?“
„Wie kann ich, da wir in alter Freundschaft stehen? Siehst du, so verwirrt uns diese verdammte Geschichte jetzt schon die Verhältnisse!“
Erneut geloben sich die beiden Haustyrannen: Nichts von Schwäherschaft, Freundschaft in der Freiheit!

### Dritter Akt
Im Juli: Das Schützenfest steht kurz bevor. Den Sieben fehlt nur noch einer, der für sie spricht. Keiner will es. Soll man Fahne und Becher lieber zu Hause lassen und sich inkognito nach Aarau begeben? Eine große Niedergeschlagenheit folgte diesen Worten. Fünf gegen zwei wird beschlossen, dass Fryman und Hediger unter sich losen müssen. Es trifft Frymann. Seine Vorfreude ist jetzt dahin. Tag und Nacht denkt er an die verwünschte Rede. Anstatt sich normal wie unter Freunden auszudrücken, entwirft er ein politisches Manifest, gespickt mit Donnerworten gegen Jesuiten und Aristokraten. Es ist ihm selbst unheimlich. Hermine, der er es zeigt, meint, die Rede sei sehr kräftig, doch scheine ihr dieselbe etwas verspätet, da die Jesuiten und Aristokraten für einmal besiegt seien, und sie glaube, eine heitere und vergnügte Kundgebung wäre besser angebracht. Er weiß es natürlich besser; immerhin will er den Ausdruck „hie und da etwas mildern.“ – „Das wird gut sein,“ fuhr Hermine fort, „da so viele ‚also‘ vorkommen.“ Frymann gibt auf und zerreißt das Papier, blamieren kann er sich auch ohne Vorbereitung.
In Aarau: Unter strahlend blauem Julihimmel wogt das Volk. Schützenvereine aus der ganzen Schweiz marschieren zum Festplatz, mitten im Gedränge die sieben Aufrechten. Karl, der getrennt angereist ist, erspäht sie von Weitem. Sie bewegen sich im Takt der Musik und scheinen munter, nur – Frymann trug die Fahne voraus mit einem Gesicht, als ob er zur Hinrichtung geführt würde. Plötzlich sind sie verschwunden. Karl sucht, findet sie seitab der Menge auf den Bänken einer kleinen Wirtschaft wie von einem Donnerwetter hingehagelt. Frymann streikt – „Punktum! Ich tu’s nicht!“ – und stellt die Fahne in die Ecke. Hediger, dem Böses schwant, rät zum Rückzug. Da tritt Karl vor: „Ich trage sie und spreche für euch, ich mache mir nichts daraus!“ Der Einspruch seines Vaters geht in freudiger Zustimmung unter.
Auf dem Festplatz: Die sieben alten Köpfe schwammen wie eine von der Sonne beschienene Eisscholle im dunklen Volksmeer. Karl beginnt seine Rede: „Liebe Eidgenossen! Wir sind da unser acht Mannli mit einem Fahnli gekommen, sieben Grauköpfe mit einem jungen Fähndrich!“ Nicht um Trophäen zu erjagen, seien sie hier, sondern um ihr Fähnlein einzuweihen, auf dem geschrieben stehe, was den Verein der Alten seit vierzig Jahren ohne Namen, Statuten und Ämter zusammenhalte. Danach wollten sie wieder zurücktreten ins „Waldesdickicht der Nation“. Karl spricht aus dem Stegreif und ohne übertriebene Ehrfurcht: „Schaut sie an, diese alten Sünder!“ In der Kirche sehe man sie selten, aber „so oft das Vaterland in Gefahr ist, fangen sie ganz sachte an, an Gott zu glauben“. Der Hauptsatz ihrer Theologie laute dann: „Hilf dir selbst, so hilft dir Gott!“ Auch Freudentage machten sie wieder fromm und duldsam. Besonders heute seien sie zufrieden mit den Anfangsworten der neuen Bundesverfassung Im Namen Gottes des Allmächtigen und fragten nicht, ob damit der katholische oder der reformierte Herr der Heerscharen gemeint sei. Überhaupt, fährt Karl fort, sei die Mannigfaltigkeit von Glauben, Sitten und Sprachen die Schule dieser Freundschaft: so viel verschiedenes Volk vereint im engen Raum der Schweiz: „Welche Schlauköpfe und welche Mondkälber laufen da nicht herum, welches Edelgewächs und welch’ Unkraut blüht da lustig durcheinander, und alles ist gut und herrlich und ans Herz gewachsen; denn es ist im Vaterlande!“ Das aber hätte die Freunde zu Philosophen werden lassen, die über die Grenzen hinweg achtungsvoll auf andere Länder blickten; „doch ihr Wahlspruch blieb immer: Achte jedes Mannes Vaterland, aber das deinige liebe.“ Wie manche ins Bad reisten, um sich zu verjüngen, so die sieben Alten zum Feste. „Der eidgenössische Festwein ist der Gesundbrunnen, der ihr Herz erfrischt.“ Die Rede schließt er mit den Worten: „Es lebe die Freundschaft im Vaterland! Es lebe die Freundschaft in der Freiheit!“ Bravorufe von allen Seiten, der Empfangsredner überreicht den Begrüßungstrunk und erwidert die Ansprache: „Euer, wie ihr ihn nennt, namen- und statutenloser Verein, ehrwürdige Männer, lebe hoch!“
Im Festzelt: Die Aufrechten, auch der verblüffte Frymann, schütteln ihrem Redner die Hand: „Wie aus unserem Herzen gesprochen!“ Und zu Hediger: „Chäppermann! Das ist gutes Holz an deinem Buben, der wird gut, laß ihn nur machen! Grad wie wir, nur gescheiter, wir sind alte Esel.“ Von seinem Vater bekommt Karl nun eine lange Rede zu hören: „Sohn! Eine schöne aber gefährliche Gabe hast du verraten, pflege sie“ […]; anschließend eine noch längere von Frymann: „Gleichmäßig bilde deine Kenntnisse aus und bereichere deine Grundlagen, daß du nicht in leere Worte verfallest!“ Die Ironie der Situation bleibt nicht unbemerkt: „Da seht nun diese zwei, die nicht für uns sprechen wollten und nun wieder reden, wie die Bücher!“ Karl wird in den Kreis der Alten aufgenommen. – Nach dem Frühstück geht jeder seines Weges, zur mittäglichen Speisung der Volksmenge treffen sie sich wieder im Zelt. Hermine ist jetzt dabei. Ein Redner tritt auf, zitiert Karl und gedenkt der Erscheinung der sieben Greise. Errötend legen die Aufrechten Messer und Gabel weg und blicken auf den Urheber ihres Ruhmes. Da fällt ihnen die Wette wieder ein. Wäre es nicht Zeit, fragt der Silberschmied, dem Pärchen das Himmelbett zuzuerkennen und dem Verein das Fässchen Schweizerblut? Der Zimmermann runzelt aber die Stirn: „Ein gutes Mundwerk wird nicht gleich mit einem Weib bezahlt!“
Auf dem Schießstand: Das Pärchen ist dem Tischgespräch entflohen. Auch will Karl endlich sein Glück als Schütze versuchen. „Du mußt einen Becher gewinnen!“ befiehlt ihm Hermine. Er protestiert, dazu sind 25 Treffer nötig und er kann sich gerade 25 Schüsse leisten. Mehr als mit Worten bewirkt Hermine aber mit den Augen: Tu mir den Willen, ich habe dir mehr zu geben, als du ahnst! sagten diese Augen, und Karl schaute fragend und neugierig hinein, bis sie sich verstanden im Geräusch und Gebrause des Festes. Als sich nach den ersten Treffern Neugierige um sie sammeln, wechseln sie zu einer anderen Scheibe. Karl schießt überlegt und ohne Hast. Eine Kugel nach der anderen trifft ins Schwarze. Die letzten behandelt er bedächtlich wie Goldstücke; keine verfehlt das Ziel.
Der Tag neigt sich: Die Alten saßen in tiefen und fröhlichen Gesprächen. Hediger verstummt, als Karls Waffenglück bekannt wird, und nimmt sich vor, ihn nicht länger zu bevormunden. Der gewonnene Becher, inwendig vergoldet, steht vor Hermine, seine Glanzlichter spielen auf ihrem Gesicht. Die Umsitzenden werden aufmerksam, Männer ziehen vor ihr den Hut, Studenten gratulieren Frymann zu seiner schönen Tochter. Doch auch Karl erhält noch einmal Gelegenheit zu glänzen. Ein uriges Paar, Vater und Sohn, Sennen aus dem Entlebuch, setzt sich zu ihnen an den Tisch. Der Vater, achtzigjährig, müht sich vergeblich, sein fünfzigjähriges und nicht mehr ganz nüchternes Büebli von einer Kraftprobe abzuhalten. Karl bezwingt den Bären im Fingerhakeln. „Das kommt lediglich vom Turnen“, entschuldigt er sich, als die Alten schweigen. Hediger findet als erster wieder Worte und preist die neue Zeit, die den Menschen zur Allseitigkeit erzieht und auch das Schneiderskind anleitet, seinen Leib zu üben. Frymann, ebenfalls aus einem Nachdenken erwacht, stimmt zu. Alle hätten sie geholfen, die neue Zeit herbeizuführen, nun solle das Weitere der Jugend überlassen sein. Da niemand den Aufrechten Starrsinn nachsagen könne, gebe er seinen Widerstand auf und lade den Schneider ein, Gleiches zu tun. Hediger nimmt an, die Sieben erheben sich, Karls und Hermines Hände werden ineinandergelegt. „Glück zu! Da gibt’s eine Verlobung, so muß es kommen!“ rufen die Leute und eilen herbei. Das Pärchen entzieht sich dem Hallo auf den nächtlich leeren Festplatz. Unter der Fahnenburg tauschen Karl und Hermine Küsse und Versprechungen. Ob Hermine fortan wirklich das Regiment führen und ihn unter den Pantoffel bringen wolle? Ja, antwortet sie, „es wird sich indessen schon ein Recht und eine Verfassung zwischen uns ausbilden“.

## Über das Werk
Das Fähnlein ist eine politisch-didaktische Erzählung. Keller führt vor, wie aus den sozialen Gegensätzen zwischen Reich und Arm, Mann und Frau, Alt und Jung ein Konflikt entsteht, und wie die Personen der Handlung diesen lösen: Die Jungen, indem sie „es den Alten zeigen“, nämlich Verstand, Talent und Charme einsetzen, anstatt mit dem Kopf durch die Wand zu rennen; die Frauen ebenso, wobei sie sich durch Diplomatie hervortun und die Männer geschickt zu lenken verstehen; schließlich die Alten selbst, indem sie erkennen, dass die neue Zeit neue Verhaltensweisen verlangt. Anstelle von stolzer Unbeugsamkeit wird nun freundschaftliche Achtung erwartet, in der Familie nicht weniger als im Staat und unter den Völkern. In diesem Bewusstsein treten die Väter den Anspruch, die Zukunft ihrer Kinder zu bestimmen, freiwillig ab; der Sohn des Armen bekommt die Tochter des Reichen; als Mann und Frau werden sie sich miteinander vertragen.

### Zeitgeschichtlicher Hintergrund

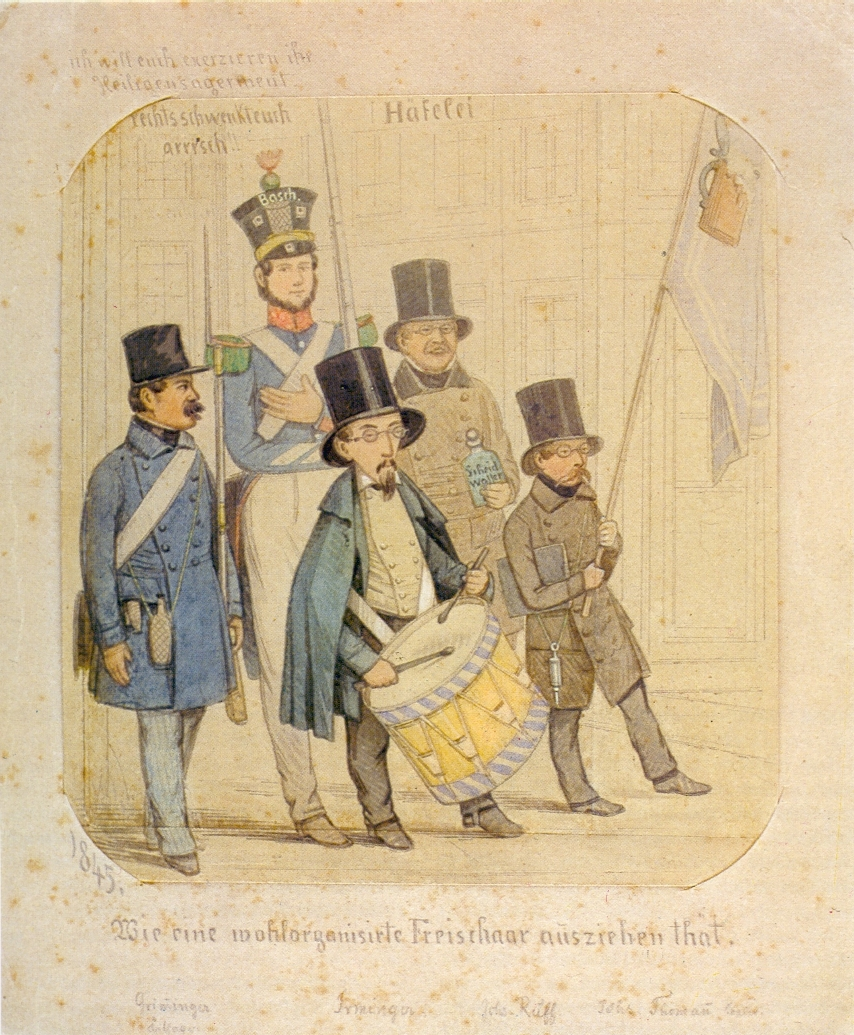
Keller als Trommler beim ersten Freischarenzug 1844

Das Fähnlein war die erste Erzählung, die Keller nach seiner Rückkehr aus Berlin vollendete und zugleich die erste historische Novelle aus seiner Feder. Anders als die Seldwyler Novellen spielt sie auf realen Schauplätzen und rankt sich um geschichtliche Ereignisse. Den Siebenmännerverein gab es wirklich, und Kellers Biographen überliefern sogar die Namen der Handwerker, nach denen die „Aufrechten“ modelliert sind. Urbild des alten Hediger war der Schneidermeister Konrad Wuhrmann (1791–1858), Freund von Kellers Vater, Teilnehmer an beiden Freischarenzügen und Leihgeber der Flinte, die der junge Keller beim zweiten mitführte. Auch Wuhrmanns politisches Studierzimmer war Keller vertraut, 1843 unterlag er dort in einem Redegefecht einem Anhänger des Schneidergesellen und Frühkommunisten Wilhelm Weitling. Im Übrigen hat der Dichter „die Natur korrigiert“ und seinen erzählerischen Rohstoff durch eine Liebesgeschichte poetisiert, die ebenso wie die Festansprache Karls frei erfunden ist. Dass der Verein Schützenfeste besuchte, wobei es einmal zu einem handfesten Krach kam, weil niemand die Rede halten wollte, ist jedoch bezeugt, wenn auch nicht für das Aarauer Freischießen von 1849.

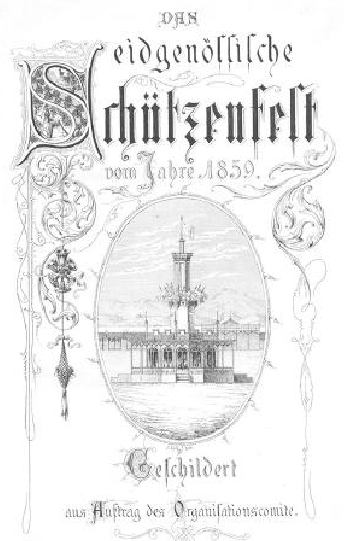
Die „Fahnenburg“ auf dem Zürcher Schützenfestes von 1859

 Keller kannte den Festschauplatz des Fähnleins nicht aus eigener Anschauung. Die Atmosphäre, die er schildert, ist die des Zürcher Eidgenössischen Schützenfestes. Es fand 1859 statt, als der Bürgerkrieg, der zur Einigung der Schweiz geführt hatte, schon zwölf Jahre zurücklag. Gleichwohl bestand immer noch Bedarf an versöhnlichen Worten und Gesten gegenüber der unterlegenen Partei, zumal die Schweiz gerade von außen durch den Savoyerhandel bedroht war. Der Erzähler trägt diesem Umstand humorvoll Rechnung, indem er die einstigen Sieger nunmehr als Besiegte erscheinen lässt – überwunden durch die eigenen Kinder.

### Entstehung und Zielsetzung
Aufschluss über die politisch-didaktischen Absichten Kellers gibt der Briefwechsel mit seinem deutschen Auftraggeber Berthold Auerbach. Dieser hatte etwas kurzes Abgerundetes zu einem schweizerischen Thema bestellt. Keller versprach eine Geschichte und äußerte zugleich sein Unbehagen an der modischen Schweizbegeisterung und seinen Ärger über Schriftsteller, die sie ausnutzten, um eine Helvetische Nationalliteratur samt Nationaltheater gleichsam aus dem Boden zu stampfen: Namentlich ein Wiener Flüchtling, Dr. Eckart in Bern, betreibt eine so hyperpatriotische und überschweizerische philiströse Ruhmrednerei und Duselei, daß unsereins sich ob solchem wahrhaft helotischen [sklavischen] Gebaren schämen muss. Dagegen strebe er, Keller, danach, die Freude am Lande mit einer heilsamen Kritik zu verbinden. Als Auerbach sich von der fertigen Erzählung hocherfreut zeigte, erklärte Keller seine volkspädagogischen Vorstellungen noch deutlicher:
Wir haben in der Schweiz allerdings manche gute Anlagen, und was den öffentlichen Charakter betrifft, offenbar jetzt ein ehrliches Bestreben, es zu einer anständigen und erfreulichen Lebensform zu bringen, und das Volk zeigt sich plastisch und froh gesinnt und gestimmt; aber noch ist lange nicht alles Gold was glänzt; dagegen halte ich es für Pflicht eines Poeten, nicht nur das Vergangene zu verklären, sondern das Gegenwärtige, die Keime der Zukunft soweit zu verstärken und zu verschönern, daß die Leute noch glauben können, ja, so seien sie und so gehe es zu! Thut man dies mit einiger wohlwollenden Ironie, die dem Zeuge das falsche Pathos nimmt, so glaube ich, daß das Volk das, was es sich gutmüthig einbildet zu sein und der innerlichen Anlage nach auch schon ist, zuletzt in der That und auch äußerlich wird. Kurz, man muß, wie man schwangeren Frauen etwa schöne Bildwerke vorhält, dem allezeit trächtigen Nationalgrundstock stets etwas besseres zeigen, als er schon ist; dafür kann man ihn auch um so kecker tadeln, wo er es verdient.
Als Titel hatte Keller Das Fähnlein der sieben Freunde vorgeschlagen. Auerbach fand Das Fähnlein der sieben Aufrechten zündender, kürzte aber aus Rücksicht auf die prüde Leserschaft seines Kalenders die Liebesszenen. Keller ließ ihn gewähren: Wir verlieren damit etwas novellistische Petersilie, welche zur Ausschmückung des didaktischen Knochens nöthig ist; doch ist’s nun einmal so. Für den Abdruck der Erzählung in den Züricher Novellen stellte er den ursprünglichen Text wieder her; Auerbachs Titel behielt er bei.

### Gesellschaftskritik und Aktualität
Als Gesellschaftskritiker nahm Keller unterschiedlich tief gehende Erscheinungen aufs Korn und traf sie mit unterschiedlichen Stilmitteln: Über Auswüchse des Schützenwesens, Verschwendungs- und Prahlsucht, machte er sich lustig – die Militärklamotte mit Ruckstuhl. Über eingefleischten Geiz und Geldstolz goss er Molièreschen Spott aus – durch den Mund des sarkastisch gelaunten Schneidermeisters. Seine ernsteren Bedenken äußerte er durchs gleiche Sprachrohr, doch im Tone jener Prophezeiung:
„Es wird eine Zeit kommen, wo in unserem Lande, wie anderwärts, sich große Massen Geldes zusammenhängen“[…]. „Ahnungsvoll“ nennt ein heutiger Literaturkritiker diese Worte. Wie der eingestreute „kecke Tadel“ bewirkten sie, dass Kellers Zufriedenheit mit den vaterländischen Zuständen nirgendwo in nationale Selbstbeweihräucherung abglitt. Später reute ihn die Ausmalung der Welt als gut und fertig. Er ließ die Erzählung nur als schöne Momentaufnahme gelten, die magische Vorbildwirkung, die er sich von ihr erhofft hatte, war ausgeblieben. An Theodor Storm schrieb er: Das ‚Fähnlein‘, kaum 18 Jahre alt, ist bereits ein antiquiertes Großvaterstück; die patriotisch-politische Zufriedenheit, der siegreiche altmodische Freisinn sind wie verschwunden, soziales Mißbehagen, Eisenbahnmisere, eine endlose Hatz sind an die Stelle getreten.
Feste wirken gemeinschaftsstiftend und gemeinschaftserhaltend. In Kellers Fähnlein besteht der Sinn des nationalen Festes darin, gegensätzliche Interessen auszugleichen. Auf allen Ebenen des Gemeinwesens, Staat, Kanton, Verein, Freundeskreis, Familie, werden Bündnisse erneuert oder neu geschlossen. Die Verlobung der Aufrechten-Kinder erfüllt die allgemeine Erwartung: „so muß es kommen!“ rufen die Leute. Nach Jahren im Staatsdienst begann Keller an dieser leichten Versöhnbarkeit von privatem und öffentlichem Interesse zu zweifeln. Entsprechend änderte sich seine Einstellung zu nationalen Festen. Das zeigt sich deutlich in seinen späteren Erzählwerken: In der Novelle Das verlorene Lachen (1874) stiftet ein Sängerfest eine Ehe zwischen Arm und Reich, die unter der ersten Belastung fast wieder zerbricht, im Roman Martin Salander (1886) scheitern zwei festlich begangene Ehebünde daran, dass die mitgiftjagenden Männer sich zu korrupten Politikern entwickeln.

### Texte
- Gottfried Keller: Das Fähnlein der sieben Aufrechten. Philipp Reclam jun., Ditzingen 1986, ISBN 3-15-006184-9.
- Urs Widmer (Hrsg.): Das Fähnlein der sieben Aufrechten. Neu entrollt und hochgehalten von Urs Widmer. Wagenbach, Berlin 1989. ISBN 3-8031-2141-8. (= Wagenbachs Taschenbuch. 141.)

### Sekundärliteratur
- Josef Schmidt: Das Fähnlein der sieben Aufrechten. Erläuterungen und Dokumente. Philipp Reclam jun., Ditzingen 1994, ISBN 3-15-008121-1.

## Verfilmungen
- 1935: Hermine und die sieben Aufrechten; Regie: Frank Wisbar, mit Paul Henckels als Hediger und Heinrich George als Frymann
- 1964: Das Fähnlein der sieben Aufrechten, Fernsehinszenierung nach der gleichnamigen Vorlage von Gottfried Keller, Bearbeitung Wolfgang Teichmann, Deutscher Fernsehfunk, DDR
- 2001: Das Fähnlein der sieben Aufrechten, Regie Simon Aeby, mit Urs Bihler als Hediger und Erich Vock als Ruckstuhl